# Zelotes pygmaeus
Zelotes pygmaeus este o specie de păianjeni din genul Zelotes, familia Gnaphosidae, descrisă de Miller, 1943. Conform Catalogue of Life specia Zelotes pygmaeus nu are subspecii cunoscute.